# 張禹爵
張 禹爵（ちょう うしゃく、Zhang Yujue、? - 1868年）は、清末の捻軍の反乱の指導者の一人。捻軍の指導者の張楽行の兄の張敏行の子にあたる。
安徽省潁州府亳州雉河集の出身。張楽行が清軍に捕らえられて処刑された後、太平天国から張楽行の王爵を継ぐことを認められ、幼沃王に封ぜられた。1866年、捻軍は東西に分かれて行動することになり、張禹爵は張宗禹・邱遠才らとともに西捻軍を率いて陝西省に入り、西安の灞橋で埋伏の計を用いて陝西巡撫劉蓉率いる湘軍を大敗させた。1867年に東捻軍の救援のために西捻軍は山西省を経て、直隷省に入った。しかし1868年に張禹爵は饒陽で清軍の襲撃を受けた邱遠才軍の救援に駆けつけたときに戦死した。